# Polycirrus caliendrum
Polycirrus caliendrum är en ringmaskart som beskrevs av Jean Louis René Antoine Édouard Claparède 1869. Polycirrus caliendrum ingår i släktet Polycirrus och familjen Terebellidae. Arten har ej påträffats i Sverige. Inga underarter finns listade i Catalogue of Life.